# Crissay-sur-Manse
Crissay-sur-Manse est une commune française du département d'Indre-et-Loire, en région Centre-Val de Loire. Le village est classé parmi Les plus beaux villages de France.

## Géographie

### Localisation
La commune est située à environ 40 kilomètres au sud-ouest de Tours. Elle est établie dans la vallée de la Manse. Le village s'appuie contre le coteau.
| Avon-les-Roches |                   | Neuil       |
|                 | Crissay-sur-manse |             |
| Crouzilles      |                   | Saint-Épain |

### Hydrographie

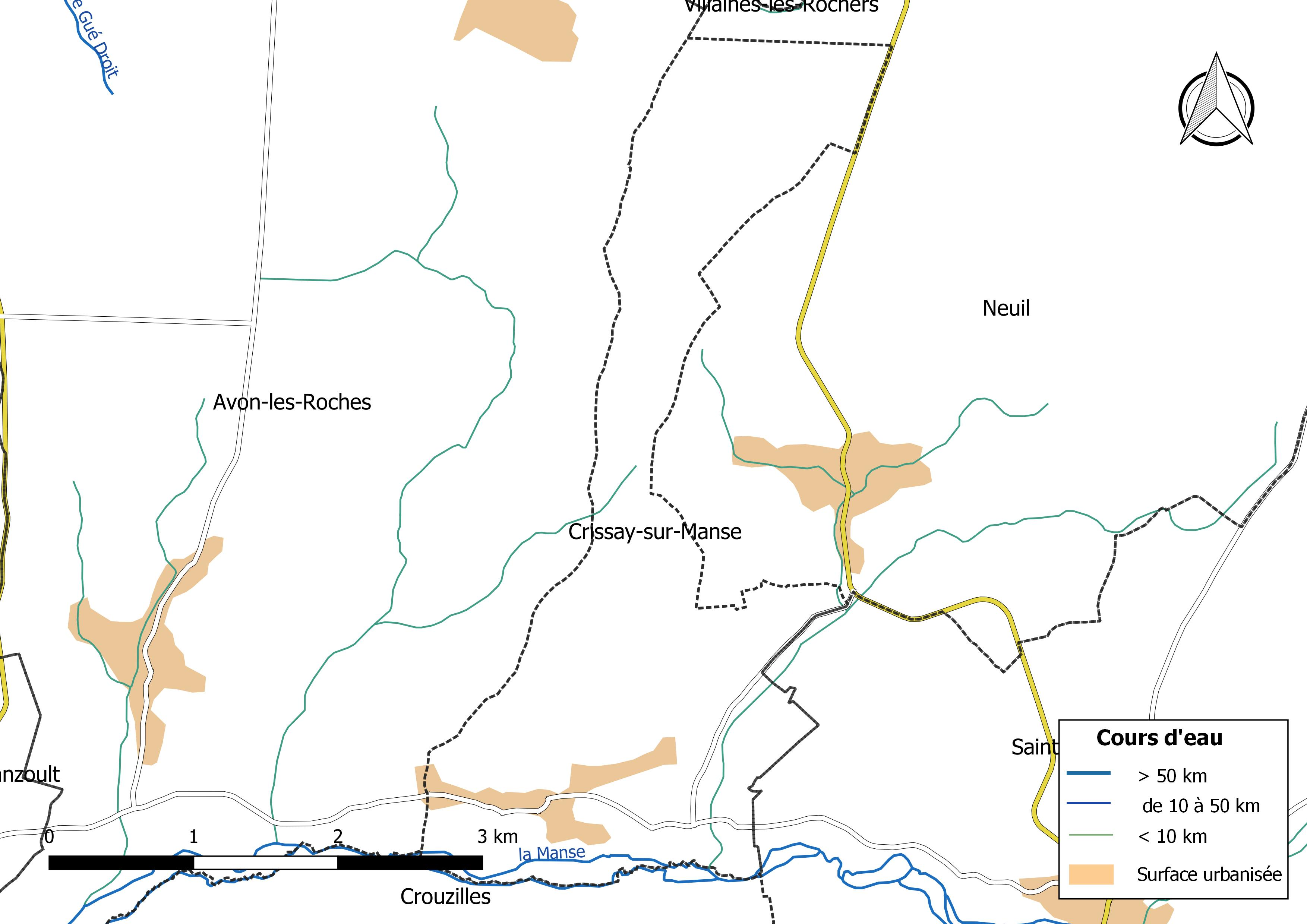
Réseau hydrographique de Crissay-sur-Manse.

Le réseau hydrographique communal, d'une longueur totale de 4,35 km, comprend un cours d'eau notable, la Manse (1,993 km), et deux petits cours d'eau,.
La Manse, d'une longueur totale de 30,5 km, prend sa source à une altitude de 117 m sur la commune de Bossée et se jette  dans la Vienne à L'Île-Bouchard, à 32 m d'altitude, après avoir traversé 11 communes. Sur le plan piscicole, la Manse est classée en deuxième catégorie piscicole. Le groupe biologique dominant est constitué essentiellement de poissons blancs (cyprinidés) et de carnassiers (brochet, sandre et perche).

### Climat
Pour des articles plus généraux, voir Climat du Centre-Val de Loire et Climat d'Indre-et-Loire.
En 2010, le climat de la commune est de type climat océanique dégradé des plaines du Centre et du Nord, selon une étude du CNRS s'appuyant sur une série de données couvrant la période 1971-2000. En 2020, Météo-France publie une typologie des climats de la France métropolitaine dans laquelle la commune est exposée à un climat océanique altéré et est dans la région climatique Moyenne vallée de la Loire, caractérisée par une bonne insolation (1 850 h/an) et un été peu pluvieux.
Pour la période 1971-2000, la température annuelle moyenne est de 11,6 °C, avec une amplitude thermique annuelle de 14,8 °C. Le cumul annuel moyen de précipitations est de 661 mm, avec 10,3 jours de précipitations en janvier et 6,7 jours en juillet. Pour la période 1991-2020, la température moyenne annuelle observée sur la station météorologique de Météo-France la plus proche, sur la commune de Saint-Épain à 4 km à vol d'oiseau, est de 12,3 °C et le cumul annuel moyen de précipitations est de 745,6 mm,. Pour l'avenir, les paramètres climatiques de la commune estimés pour 2050 selon différents scénarios d'émission de gaz à effet de serre sont consultables sur un site dédié publié par Météo-France en novembre 2022.

## Urbanisme

### Typologie
Au 1er janvier 2024, Crissay-sur-Manse est catégorisée commune rurale à habitat très dispersé, selon la nouvelle grille communale de densité à sept niveaux définie par l'Insee en 2022.
Elle est située hors unité urbaine. Par ailleurs la commune fait partie de l'aire d'attraction de Tours, dont elle est une commune de la couronne,. Cette aire, qui regroupe 162 communes, est catégorisée dans les aires de 200 000 à moins de 700 000 habitants,.

### Occupation des sols
L'occupation des sols de la commune, telle qu'elle ressort de la base de données européenne d’occupation biophysique des sols Corine Land Cover (CLC), est marquée par l'importance des territoires agricoles (49 % en 2018), une proportion identique à celle de 1990 (49 %). La répartition détaillée en 2018 est la suivante : 
forêts (46,6 %), terres arables (39,9 %), prairies (6 %), zones urbanisées (4,4 %), zones agricoles hétérogènes (3,1 %). L'évolution de l’occupation des sols de la commune et de ses infrastructures peut être observée sur les différentes représentations cartographiques du territoire : la carte de Cassini (XVIIIe siècle), la carte d'état-major (1820-1866) et les cartes ou photos aériennes de l'IGN pour la période actuelle (1950 à aujourd'hui).

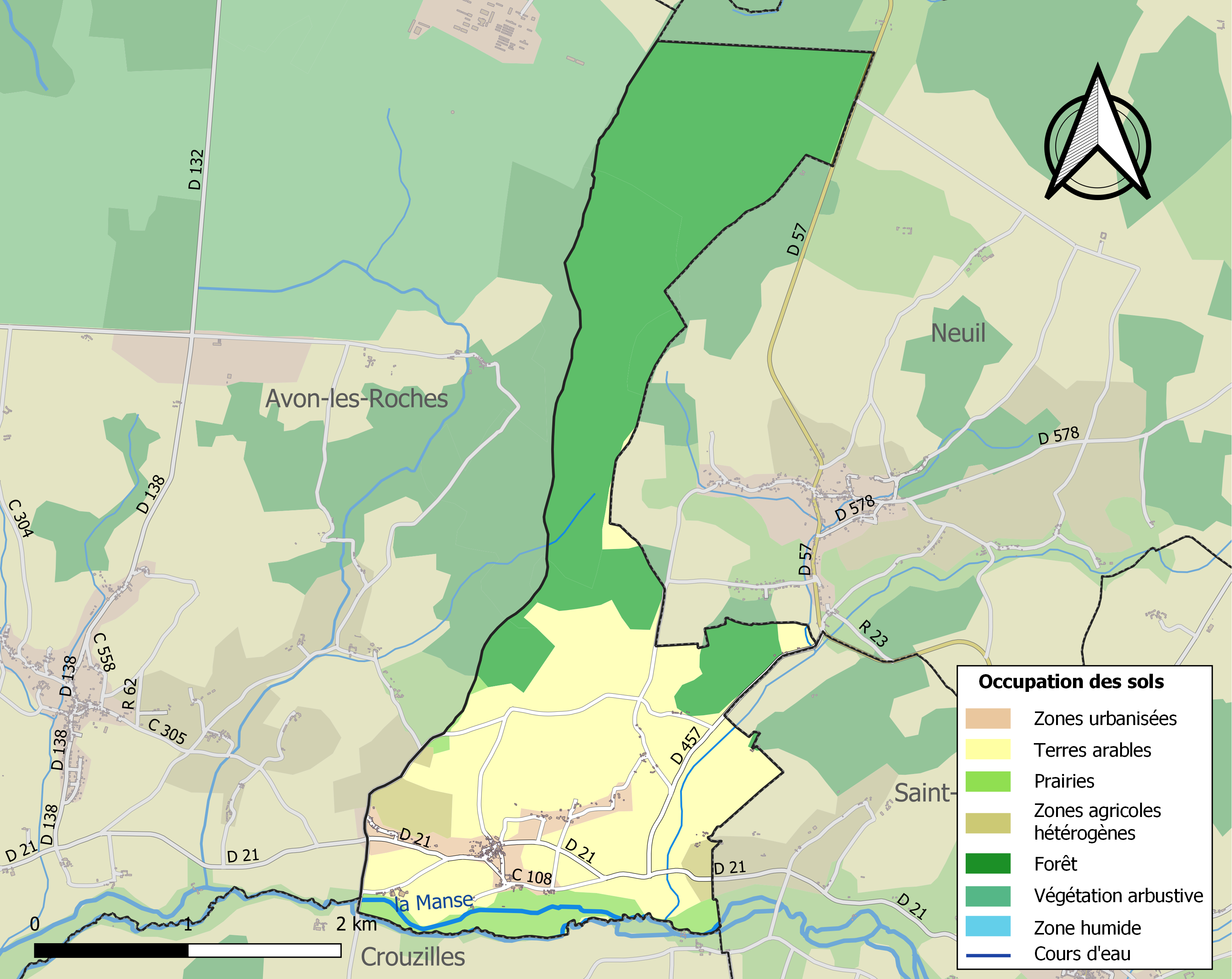
Carte des infrastructures et de l'occupation des sols de la commune en 2018 (CLC).

### Risques majeurs
Le territoire de la commune de Crissay-sur-Manse est vulnérable à différents aléas naturels : météorologiques (tempête, orage, neige, grand froid, canicule ou sécheresse), feux de forêts, mouvements de terrains et séisme (sismicité faible). Un site publié par le BRGM permet d'évaluer simplement et rapidement les risques d'un bien localisé soit par son adresse soit par le numéro de sa parcelle.
Pour anticiper une remontée des risques de feux de forêt et de végétation vers le nord de la France en lien avec le dérèglement climatique, les services de l’État en région Centre-Val de Loire (DREAL, DRAAF, DDT) avec les SDIS ont réalisé en 2021 un atlas régional du risque de feux de forêt, permettant d’améliorer la connaissance sur les massifs les plus exposés. La commune, étant pour partie dans le massif de Chinon, est classée au niveau de risque 1, sur une échelle qui en comporte quatre (1 étant le niveau maximal).

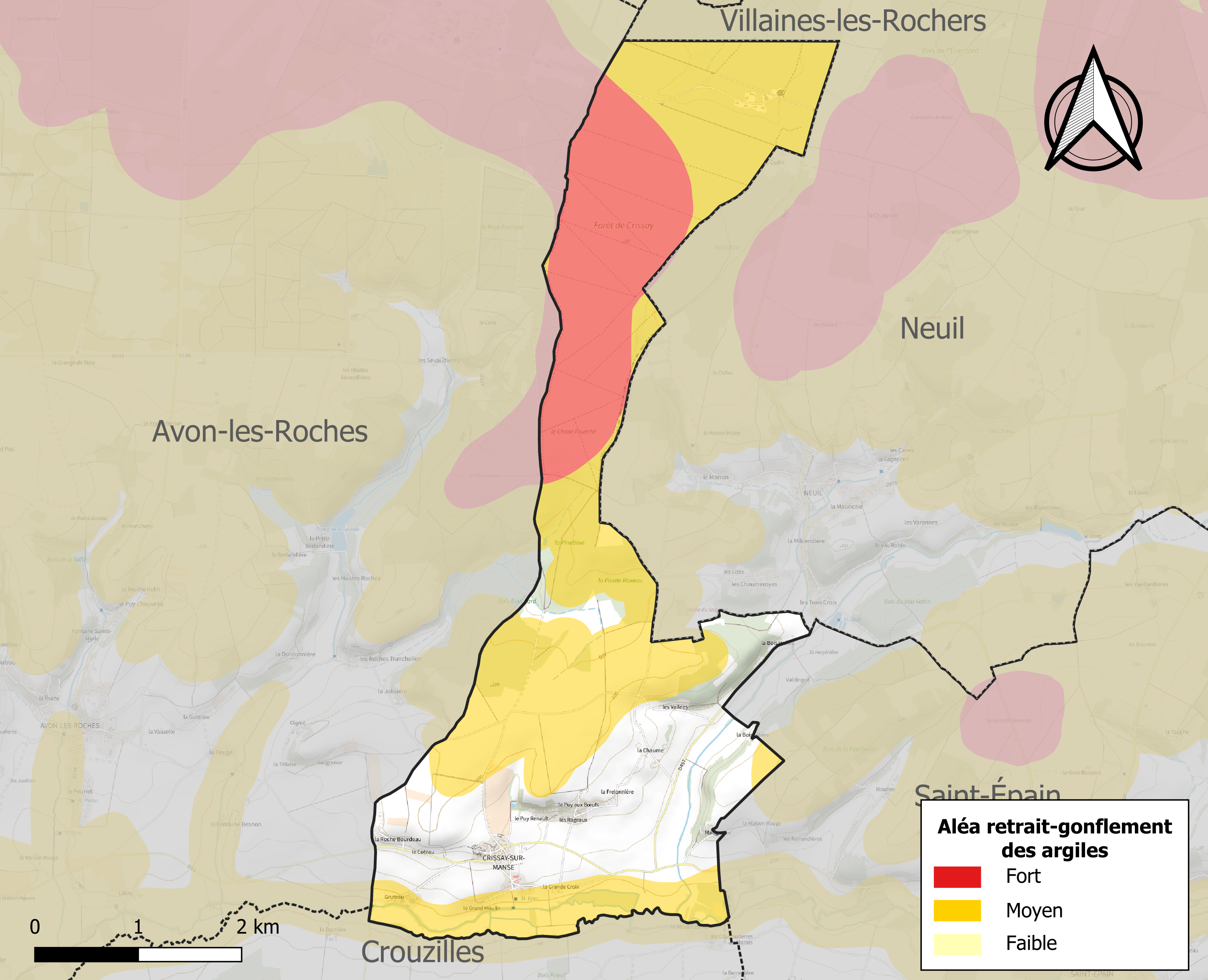
Carte des zones d'aléa retrait-gonflement des sols argileux de Crissay-sur-Manse.

La commune est vulnérable au risque de mouvements de terrains constitué principalement du retrait-gonflement des sols argileux. Cet aléa est susceptible d'engendrer des dommages importants aux bâtiments en cas d’alternance de périodes de sécheresse et de pluie. 68,1 % de la superficie communale est en aléa moyen ou fort (90,2 % au niveau départemental et 48,5 % au niveau national). Sur les 94 bâtiments dénombrés sur la commune en 2019, 8 sont en aléa moyen ou fort, soit 9 %, à comparer aux 91 % au niveau départemental et 54 % au niveau national. Une cartographie de l'exposition du territoire national au retrait gonflement des sols argileux est disponible sur le site du BRGM,.
Concernant les mouvements de terrains, la commune a été reconnue en état de catastrophe naturelle au titre des dommages causés par des mouvements de terrain en 1999.

## Histoire
Crissay ou Crissé, qui au IXe siècle se nommait Chrisseium et Crissiacum au XIe, était une châtellenie relevant de l'Île-Bouchard, et pour une partie de son territoire de l'archevêché de Tours. Elle appartenait au IXe siècle à l'abbaye de Cormery, qui fut confirmée dans sa possession par les lettres de Charles le Chauve (entre 823 et 877). Bouchard de l'Île en fut le premier seigneur connu et est cité dans sa charte de 1084 ; après lui vint Jacques Turpin, en 1120, dont les descendants possédèrent le domaine jusqu'au 1er juillet 1632. À cette date, la terre fut saisie par décret à l'encontre de Charles Turpin et adjugée à Michel d'Évrard, capitaine-gouverneur de Chinon.
Les Beauvau (d'une branche cadette des Beauvau du Rivau, aussi sires de Tranche-Lion et de Mongoger), puis les Choiseul lui succédèrent comme seigneurs de Crissé, au cours des XVIIe siècle et XVIIIe siècle (Une fille de Gabriel-Henri de Beauvau, Henriette-Louise de Beauvau, dame de Montgoger, hérite et marie en 1711 Hubert de Choiseul-Chevigny-La Rivière : dont César-Gabriel de Choiseul (1712-1785), 1er duc de Praslin, père lui-même de Renaud-César de Choiseul, 2e duc de Praslin).
Le château, partiellement détruit au cours de la guerre de Cent Ans, fut rebâti à la fin du XVe siècle sur les fondations d'une très ancienne forteresse ; il subsiste un donjon du XIIIe siècle avec souterrains refuges creusés dessous. La chapelle seigneuriale date du début du XIe siècle. L'église de Crissay fut construite en 1527 par Jean Turpin, sur les ruines d'une ancienne chapelle qui dépendait de Saint-Epain. Elle fut consacrée par Antoine de la Barre, archevêque de Tours, et restaurée en 1867. Le bourg de Crissay conserve de beaux logis des XVe et XVIe siècles, qui attestent de son importance passée.

## Politique et administration
| Période                                  | Période  | Identité        | Étiquette | Qualité                    |
| ---------------------------------------- | -------- | --------------- | --------- | -------------------------- |
| 1994                                     | 2014     | Jean Troubat    |           |                            |
| 2014                                     | 2020     | Michel Mirault  | SE        | retraité de l'enseignement |
| 2020                                     | En cours | Mark Dernoncour | SE        | Propriétaire Gérant        |
| Les données manquantes sont à compléter. |          |                 |           |                            |

## Démographie
L'évolution du nombre d'habitants est connue à travers les recensements de la population effectués dans la commune depuis 1793. Pour les communes de moins de 10 000 habitants, une enquête de recensement portant sur toute la population est réalisée tous les cinq ans, les populations de référence des années intermédiaires étant quant à elles estimées par interpolation ou extrapolation. Pour la commune, le premier recensement exhaustif entrant dans le cadre du nouveau dispositif a été réalisé en 2004.

En 2022, la commune comptait 113 habitants, en évolution de +20,21 % par rapport à 2016 (Indre-et-Loire : +1,67 %, France hors Mayotte : +2,11 %).
| 1793 | 1800 | 1806 | 1821 | 1831 | 1836 | 1841 | 1846 | 1851 |
| ---- | ---- | ---- | ---- | ---- | ---- | ---- | ---- | ---- |
| 370  | 366  | 401  | 333  | 414  | 354  | 328  | 321  | 306  |

| 1856 | 1861 | 1866 | 1872 | 1876 | 1881 | 1886 | 1891 | 1896 |
| ---- | ---- | ---- | ---- | ---- | ---- | ---- | ---- | ---- |
| 319  | 320  | 301  | 282  | 277  | 285  | 289  | 275  | 246  |

| 1901 | 1906 | 1911 | 1921 | 1926 | 1931 | 1936 | 1946 | 1954 |
| ---- | ---- | ---- | ---- | ---- | ---- | ---- | ---- | ---- |
| 249  | 246  | 237  | 173  | 211  | 202  | 179  | 193  | 194  |

| 1962 | 1968 | 1975 | 1982 | 1990 | 1999 | 2004 | 2006 | 2009 |
| ---- | ---- | ---- | ---- | ---- | ---- | ---- | ---- | ---- |
| 173  | 164  | 137  | 118  | 97   | 119  | 115  | 114  | 120  |

| 2014 | 2019 | 2022 | - | - | - | - | - | - |
| ---- | ---- | ---- | - | - | - | - | - | - |
| 101  | 109  | 113  | - | - | - | - | - | - |

## Culture locale et patrimoine

### Lieux et monuments

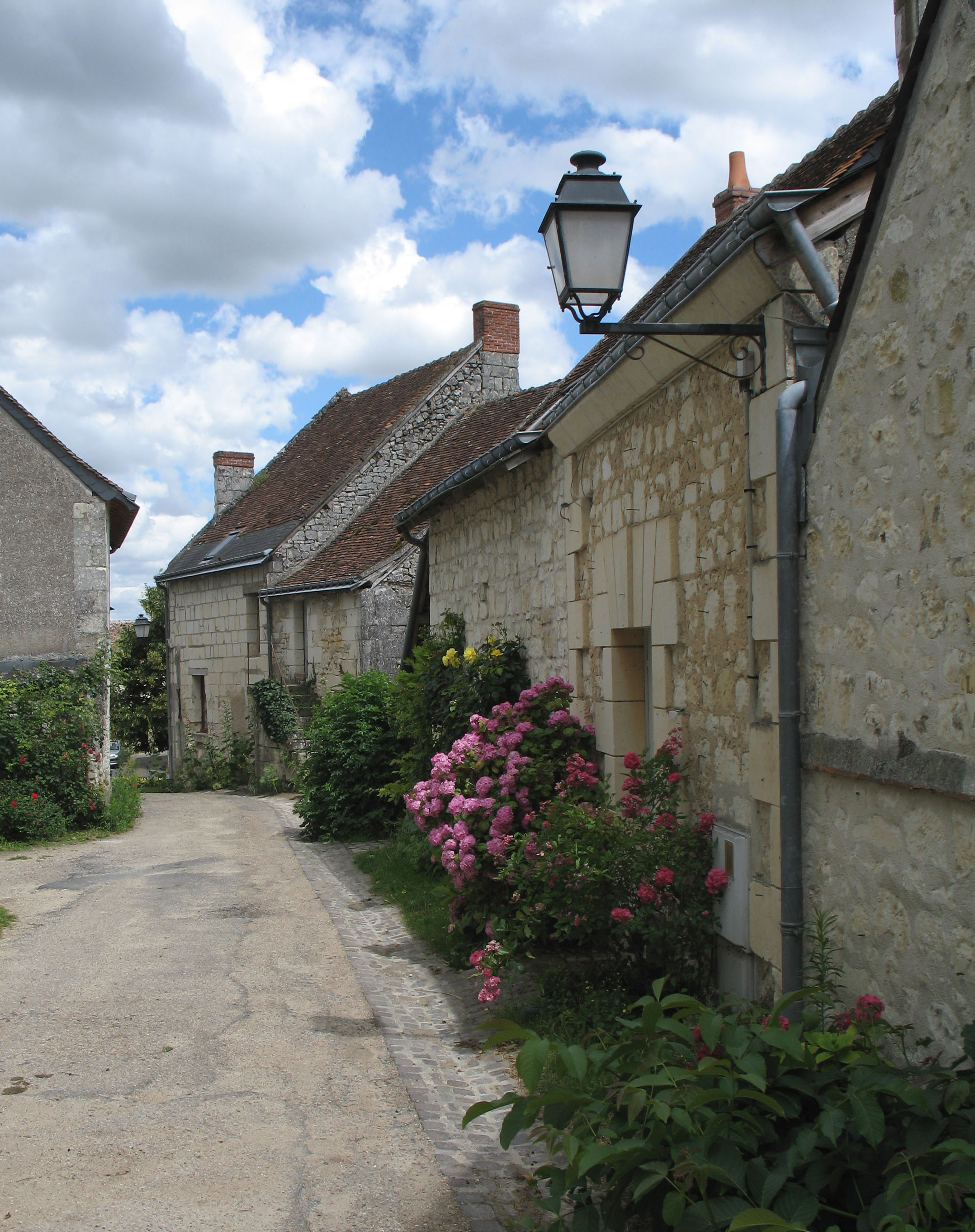
Crissay-sur-Manse.

Avec peu de constructions récentes, Crissay-sur-Manse a su garder son charme et son authenticité.
- Église du début du XVIe siècle.

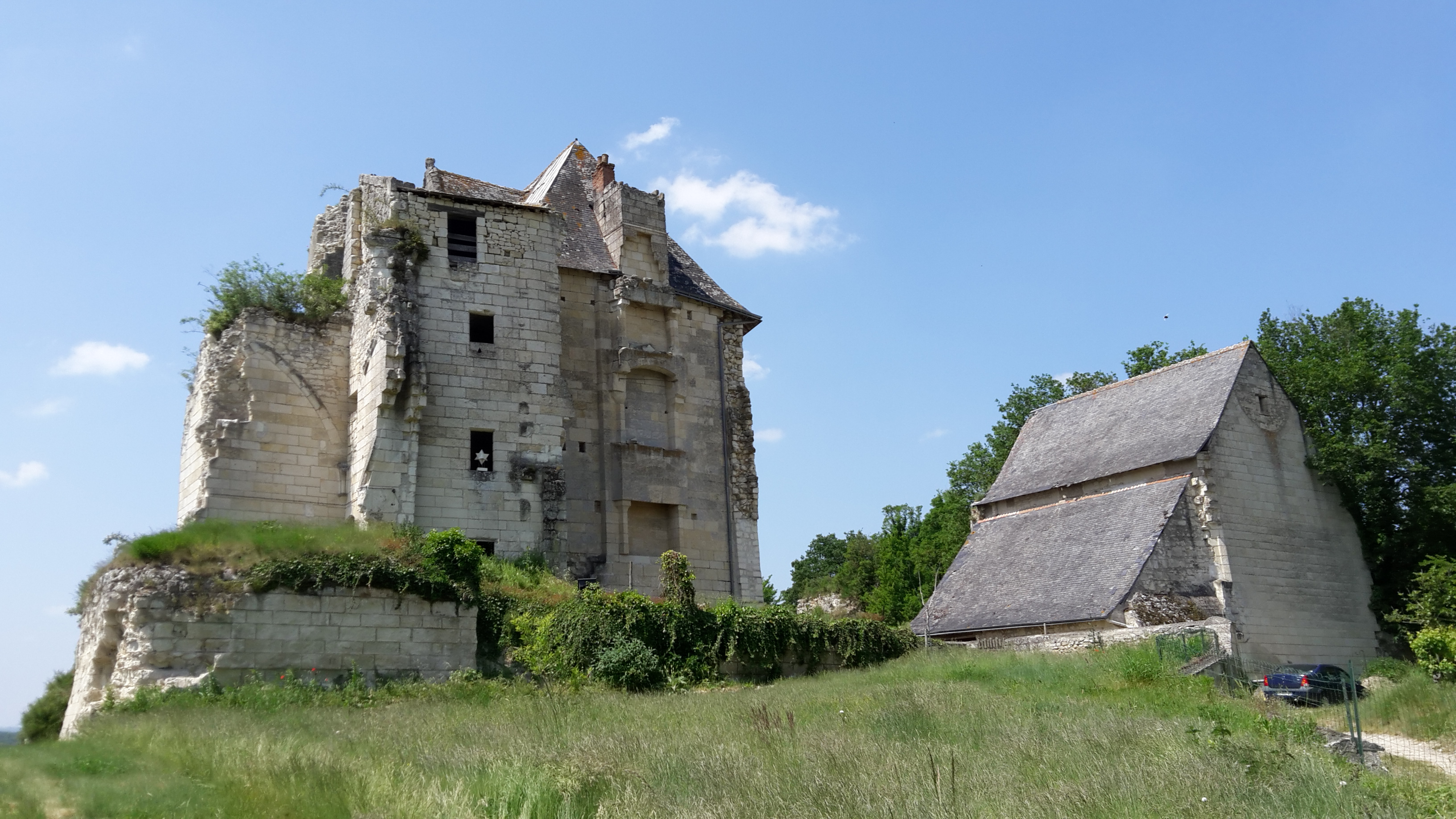
Château de Crissay-sur-Manse, XV^{e}siècle. Donjon et Chapelle en 2018

- Maisons des XVe et XVIe siècles avec fenêtres à meneaux, toits d'ardoise et lucarnes en tuffeau, pierre calcaire spécifique à la région.
- Ruines du château du XVe siècle, qui domine la vallée et le village.

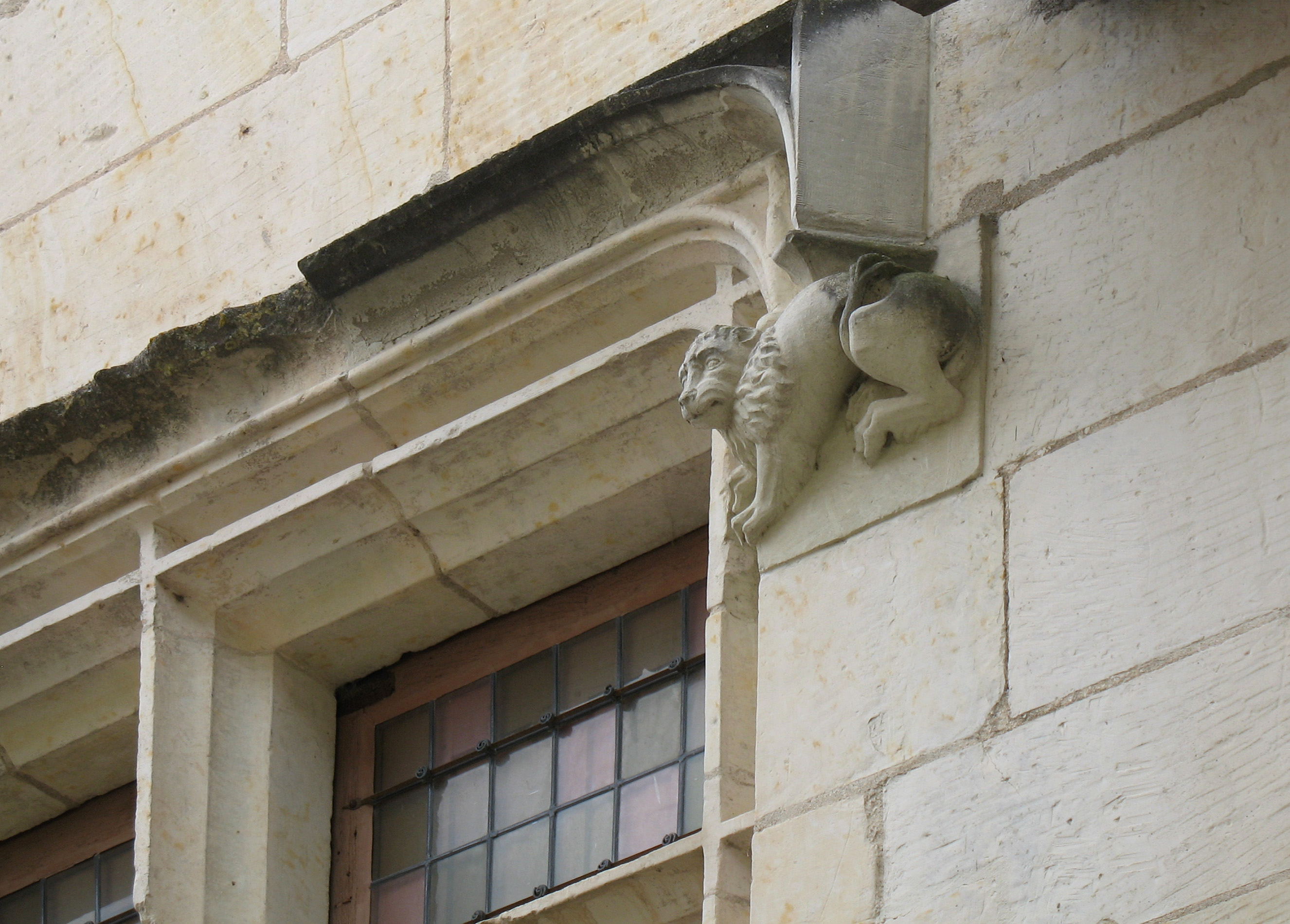
Fenêtre à meneaux en pierre ouvragée.

### Personnalités liées à la commune
- Jean-Marc Dechaud, érudit seiziémiste, critique et bibliographe né en 1968[26].

### Héraldique
| Blason de Crissay-sur-Manse | Les armes de Crissay-sur-Manse se blasonnent ainsi : Losangé d'or et de gueules. |